# Liste der Kulturgüter in Crésuz
Die Liste der Kulturgüter in Crésuz enthält alle Objekte in der Gemeinde Crésuz im Kanton Freiburg, die gemäss der Haager Konvention zum Schutz von Kulturgut bei bewaffneten Konflikten, dem Bundesgesetz vom 20. Juni 2014 über den Schutz der Kulturgüter bei bewaffneten Konflikten sowie der Verordnung vom 29. Oktober 2014 über den Schutz der Kulturgüter bei bewaffneten Konflikten unter Schutz stehen.
Objekte der Kategorie A sind im Gemeindegebiet nicht ausgewiesen, Objekte der Kategorie B sind vollständig in der Liste enthalten, Objekte der Kategorie C fehlen zurzeit (Stand: 1. Januar 2023).

## Kulturgüter
| Foto |                                                                                | Objekt                                                                                          | Kat. | Typ | Standort                                 | Beschreibung                                                                  |
| ---- | ------------------------------------------------------------------------------ | ----------------------------------------------------------------------------------------------- | ---- | --- | ---------------------------------------- | ----------------------------------------------------------------------------- |
| BW   | Datei hochladen · Wikidata zu Pfarrkirche Saint-François-d'Assise (Q29689207)  | Pfarrkirche Saint-François-d’Assise / Église paroissiale Saint-François-d’Assise KGS-Nr.: 02005 | B    | G   | Place du Crêt 1 577200 / 163070          |                                                                               |
| BW   | Datei hochladen · Wikidata zu Doppelhaus Planches (Q29689223)                  | Doppelhaus Les Planches / Maison double des Planches KGS-Nr.: 11117                             | B    | G   | Route des Planches 45–47 577397 / 163477 |                                                                               |
| BW   | Datei hochladen · Wikidata zu Brücke über den Javro - Teil Crésuz (Q123737764) | Brücke über den Javro / Pont sur le Javroz KGS-Nr.: 17245                                       | B    | G   | Crésuz, Route de Cerniat 577879 / 163401 | Objekt liegt hälftig auf dem Gemeindegebiet von Val-de-Charmey (KGS-Nr. 9947) |